# Jakob Kettler

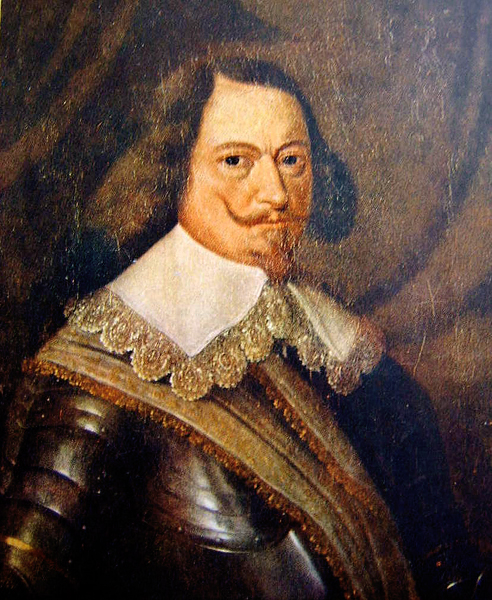
Herzog Jakob Kettler

Jakob Kettler, Herzog von Kurland (* 28. Oktober 1610 in  Goldingen in Kurland; † 1. Januar 1682 in Mitau) war Herzog von Kurland.
Herzog Jakob war ein Enkel des letzten Deutschordensmeisters Gotthard Kettler. Er zeichnete sich durch eine überaus kluge und effektive Wirtschaftspolitik aus. Er führte sein kleines Land zu einer frühen wirtschaftlichen Blüte, so dass er bis heute in dieser Region verehrt wird.
Dem Herzog Jakob „gehörten“ die Antillen-Insel Tobago und Kolonien am Fluss Gambia in Afrika. Er beteiligte sich von 1650 bis 1660 am transatlantischen Dreieckshandel, ohne eine privilegierte Handelskompanie wie die „Brandenburgisch-Afrikanische Compagnie“ zu gründen.

## Leben
Herzog Jakob entstammte dem westfälischen Adelsgeschlecht Kett(e)ler und wurde in Goldingen als einziger Sohn des Herzogs Wilhelm Kettler und dessen Frau Sophie, Tochter des Herzogs Albrecht Friedrich von Preußen, geboren. Seine Mutter starb bereits 1610, im Jahr seiner Geburt. 1615 wurde sein Vater nach einem missglückten Staatsstreich gegen den regierenden Adel aus Kurland vertrieben und des Herzogtitels für verlustig erklärt. Er nahm Jakob mit sich ins Exil und ließ den Knaben bis 1621 am kurfürstlichen Hof in Berlin erziehen. Der junge Prinz, der bereits mit 13 Jahren an der Universität Leipzig immatrikuliert und dort ehrenhalber zum Rektor ernannt wurde (eine für Fürstensöhne nicht unübliche Form der Auszeichnung), erwarb sich sehr früh den Ruf, ein hochgebildeter Mann zu sein, der seinen Alters- und Standesgenossen deutlich überlegen war.
Nach längeren Auslandsaufenthalten zwischen 1634 und 1637, die ihn unter anderem nach Amsterdam, Paris, Warschau und wahrscheinlich auch England führten, kehrte er in seine Heimat zurück und übernahm ab 1638 von seinem Onkel Herzog Friedrich Kettler einen Teil der Regierungsgeschäfte und mit dem Tod des Herzogs Friedrich im Jahre 1642 die Herrschaft über das kleine Land.
Zu den wirtschaftlichen Neuerungen, die Herzog Jakob in Kurland einführte, zählten die Errichtung von Schmiedewerkstätten, der Bau von Glashütten, Salpeter- und Seifensiedereien, Papiermühlen und Tuchfabriken. Er holte außerdem holländische Fachkräfte nach Kurland, um eine erste Schiffswerft zu errichten. Zu den sozialen Einrichtungen, die auf ihn zurückgehen, gehören das erste Hospital sowie ein Irrenhaus.
Aufgrund der Lehnsabhängigkeit vom Königreich Polen-Litauen wurde das Herzogtum in den 1655 ausbrechenden Zweiten Nordischen Krieg verwickelt. In der Nacht vom 29. zum 30. September 1658 gelang es dem schottischen Grafen Robert Douglas, der in schwedischem Militärdienst bis zum Feldmarschall aufgestiegen war, die Residenz des Herzogs in Mitau zu besetzen und Jakob mit seiner Familie zu verhaften. Bis zu ihrer Freilassung 1660 wurden sie zuerst in Riga und später Iwangorod festgehalten.
Auf der Insel Tobago in der Karibik und in Westafrika, auf der nach ihm benannten Jakobsinsel unweit der Mündung des Gambia, ließ Herzog Jakob kurländische Kolonien anlegen um sich am transatlantischen Dreieckshandel beteiligen zu können. Nachdem Herzog Jakob 1658 in schwedische Gefangenschaft geraten war, fielen die Kolonien an die Niederlande und England, die Handelsflotte wurde weitgehend vernichtet. Nach dem Friedensschluss konnte Tobago zwar zurückgewonnen werden, aber die Wirtschaftskraft Kurlands war zerstört.

## Nachkommen

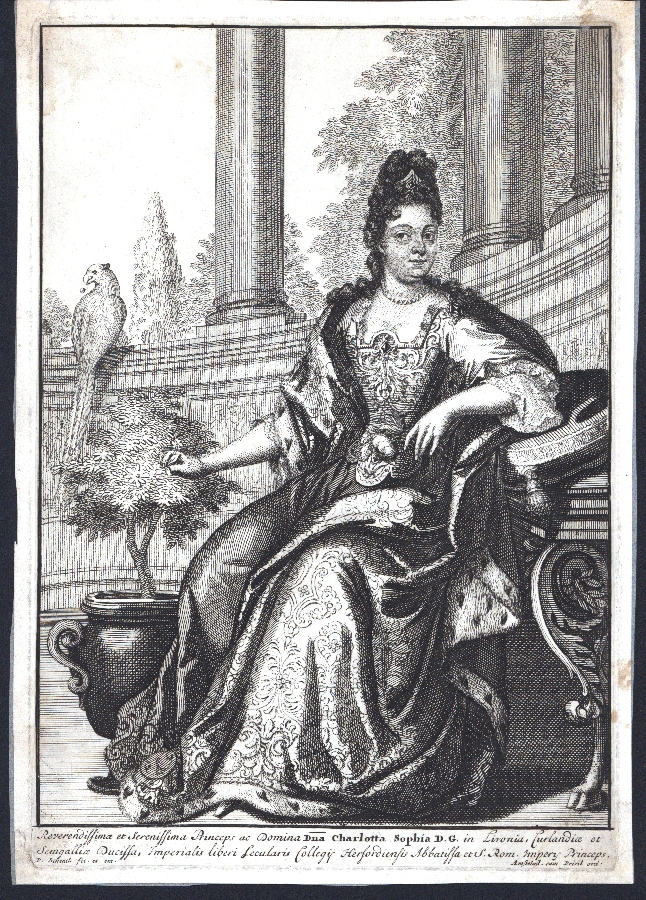
Charlotta

Am 9. Oktober 1645 heiratete Herzog Jakob in Königsberg Luise Charlotte von Brandenburg (1617–1676), die älteste Tochter des Kurfürsten Georg Wilhelm von Brandenburg. Aus der Ehe gingen folgende Kinder hervor:
- Luise Elisabeth (1646–1690) ⚭ Landgraf Friedrich II. von Hessen-Homburg, gen. Prinz von Homburg
- Christina – starb jung
- Ladislas Friedrich – starb jung
- Friedrich Kasimir Kettler (1650–1698)
 ⚭ Sophie Amalie von Nassau-Siegen (1650–1688)
 ⚭ Elisabeth Sophie von Brandenburg (1674–1748)
- Charlotte Sophie (* 17. September 1651; † 1. Dezember 1728), Äbtissin in Herford
- Maria Amalia (1653–1711) ⚭ Landgraf Karl von Hessen-Kassel
- Karl Jakob (* 20. Oktober 1654; † 29. Dezember 1677)[4] (Freund von François Le Fort)
- Ferdinand (1655–1737), preußischer General, Herzog von Kurland von 1730 bis 1737
- Alexander (* 16. Oktober 1659; † nach dem 26. Juni 1686), preußischer Oberst, starb an den Verletzung bei der Belagerung von Ofen